# Корельований підзапит
У запитах до баз даних SQL, корельований підзапит (також відомий як синхронізований підзапит) — це підзапит (запит, вкладений усередині іншого запиту), який використовує значення з зовнішнього запиту. Оскільки підзапит може бути обчислено один раз для кожного рядка, обробленого зовнішнім запитом, він може бути неефективним.
Нижче наведено приклад типового корельованого підзапиту. Метою даного прикладу є знайти всіх співробітників, заробітна платня яких вища за середню в їхньому відділі.
```
SELECT
 
employee_number
,
 
name

FROM
 
employees
 
AS
 
emp

WHERE
 
salary
 
>
 
(
SELECT
 
AVG
(
salary
)

                
FROM
 
employees

                
WHERE
 
department
 
=
 
emp
.
department
);

```

У наведеному вище прикладі зовнішнім запитом є
```
SELECT
 
employee_number
,
 
name

FROM
 
employees
 
AS
 
emp

WHERE
 
salary
 
>
 
...

```

а внутрішнім запитом (корельованим підзапитом) є
```
SELECT
 
AVG
(
salary
)

FROM
 
employees

WHERE
 
department
 
=
 
emp
.
department

```

У наведеному вище вкладеному запиті внутрішній запит повинен виконуватися повторно для кожного працівника (досить розумна реалізація може кешувати результат внутрішнього запиту на основі відділ-по-відділу, але навіть у найкращому випадку внутрішній запит повинен виконуватися один раз для кожного відділу).
Корельовані підзапити можуть з'являтися не тільки в операторі WHERE; наприклад, такий запит використовує корельований підзапит в операторі SELECT, щоб надрукувати весь список співробітників разом із середньою заробітною платнею для кожного відділу. Знову ж таки, оскільки підзапит корелюється з колонкою зовнішнього запиту, він повинен повторно виконатися для кожного рядка результату.
```
SELECT
 
employee_number
,

       
name
,

       
(
SELECT
 
AVG
(
salary
)

       
FROM
 
employees

       
WHERE
 
department
 
=
 
emp
.
department
)
 
AS
 
department_average

FROM
 
employees
 
AS
 
emp
;

```

## Оптимізація корельованих підзапитів
Ефекту корельованих підзапитів у деяких випадках можна досягти, використовуючи з'єднання. Наприклад, вищенаведені запити (які використовують неефективні корельовані підзапити) можна переписати таким чином:
```
-- Цей підзапит не корелює з зовнішнім запитом, а тому виконується

-- тільки один раз незалежно від кількості співробітників.

SELECT
 
employees
.
employee_number
,
 
employees
.
name

FROM
 
employees

INNER
 
JOIN
 
(
SELECT
 
department
,
 
AVG
(
salary
)
 
AS
 
department_average

            
FROM
 
employees

            
GROUP
 
BY
 
department
)
 
AS
 
temp

ON
 
employees
.
department
 
=
 
temp
.
department

WHERE
 
employees
.
salary
 
>
 
temp
.
department_average
;

```

Якщо внутрішній запит використовується в декількох запитах, то він може бути збережений як розріз, після чого з'єднаний з іншими запитами:
```
CREATE
 
VIEW
 
dept_avg
 
AS

       
SELECT
 
department
,
 
AVG
(
salary
)
 
AS
 
department_average

       
FROM
 
employees

       
GROUP
 
BY
 
department
;

-- List employees making more than their department average.

SELECT
 
employees
.
employee_number
,
 
employees
.
name

FROM
 
employees
 
INNER
 
JOIN
 
dept_avg
 
ON
 
employees
.
department
 
=
 
dept_avg
.
department

WHERE
 
employees
.
salary
 
>
 
dept_avg
.
department_average
;

-- List employees alongside their respective department averages.

SELECT
 
employees
.
employee_number
,
 
employees
.
name
,
 
dept_avg
.
department_average

GROUP
 
BY
 
department
 
AS
 
temp
 
ON
 
employee
.
department
 
=
 
temp
.
department

FROM
 
employees
 
INNER
 
JOIN
 
dept_avg
 
ON
 
employees
.
department
 
=
 
dept_avg
.
department
;

DROP
 
VIEW
 
dept_avg
;

```